# Liu Dong (Leichtathletin)
Liu Dong (chinesisch 劉東 / 刘东, Pinyin Líu Dōng; * 27. Dezember 1973 in der Provinz Liaoning) ist eine ehemalige chinesische Mittelstreckenläuferin. Bei einer Körpergröße von 1,73 m betrug ihr Körpergewicht 55 kg.
Liu Dong war 1992 Juniorenweltmeisterin im 1500-Meter-Lauf. Im Jahr darauf wurde sie Zweite bei den Asienmeisterschaften und siegte bei den Leichtathletik-Weltmeisterschaften 1993 in Stuttgart. In 4:00,50 min lag sie fast drei Sekunden vor der Irin Sonia O’Sullivan.
1994 und 1995 nahm Liu Dong nicht an Wettkämpfen teil, weil sie sich mit ihrem Trainer überworfen hatte.

## Bestleistungen
- 800-Meter-Lauf: 1:55,54 min (1993)
- 1500-Meter-Lauf: 3:56,31 min (1997)